# Parc animalier de Bouillon
Het Parc animalier de Bouillon is een middelgroot dierenpark in de stad Bouillon in de Belgische provincie Luxemburg. Het park is opgericht in 1986. 
Oorspronkelijk was het park een traditioneel wildpark waar hoofdzakelijk streekeigen diersoorten zoals herten, moeflons, everzwijnen en vossen werden gehouden. Sinds de 21e eeuw is de collectie van het park echter gaandeweg uitgebreid met allerhande exotische dierensoorten, waaronder giraffen, tijgers, primaten en antilopen.  

## Dierencollectie
Een overzicht van de dierencollectie van het park, bijgewerkt tot juni 2024.

### Roofdieren
- Afrikaanse wilde hond
- Aziatische wilde hond
- Boshond
- Euraziatische lynx
- Europese bruine beer
- Europese wilde kat
- Europese wolf

- Genetkat
- Gestreepte hyena
- Gestreept stinkdier
- Gevlekte hyena
- Jaguar
- Kleinklauwotter
- Leeuw

- Nevelpanter
- Poema
- Poolvos
- Tayra
- Tijger
- Wasbeer

### Evenhoevigen
- Alpaca
- Alpensteenbok
- Beisa
- Bizon
- Blauwe gnoe
- Blauwschaap
- Centraal-Europees wild zwijn
- Damhert
- Dwerggeit
- Dwergzeboe
- Edelhert
- Elandantilope
- Halsbandpekari

- Hangbuikzwijn
- Himalayathargeit
- Jak
- Kameel
- Kameroenschaap
- Knobbelzwijn
- Kordofangiraffe
- Lama
- Litschiewaterbok
- Manenschaap
- Moeflon
- Nijlgau
- Nyala

- Paterdavidshert
- Rendier
- Schots hooglandrund
- Schroefhoorngeit
- Sikahert
- Sneeuwgeit
- Siberische steenbok
- Takin
- Wapiti
- Waterbuffel
- Watusirund
- Wisent
- Zwarte paardantilope

### Onevenhoevigen
- Laaglandtapir

- Poitou-ezel

- Chapmanzebra

### Primaten
- Berberaap
- Boliviaans doodshoofdaapje
- Mandril
- Mantelbaviaan
- Moormaki

- Oostelijke franjeaap
- Pinchéaapje
- Resusaap
- Rode vari

- Siamang
- Witgezichtpenseelaapje
- Witoorpenseelaapje
- Zwart-witte vari

### Knaagdieren
- Alpenmarmot
- Capibara
- Chinchilla

- Europese bever
- Gewoon stekelvarken
- Huiscavia

- Mara
- Midden-Amerikaanse agoeti

### Overige zoogdieren
- Bennettwallaby
- Huiskonijn

- Kaapse klipdas
- Reuzenmiereneter

- Vliegende vos

### Vogels
- Blauwe pauw
- Blauw-gele ara
- Edelpapegaai
- Emoe
- Geelvleugelara
- Grasparkiet
- Grijze roodstaartpapegaai
- Groene toerako
- Heilige ibis
- Helmhokko

- Heremietibis
- Kea
- Kerkuil
- Koereiger
- Kookaburra
- Kwak
- Laplanduil
- Oehoe
- Roodkuiftoerako

- Struisvogel
- Sneeuwuil
- Vale gier
- Valkparkiet
- Witte kaketoe
- Woestijnbuizerd
- Zonparkiet
- Zuidelijke hoornraaf
- Zwaluwpapegaai